# ごごイチ
『ごごイチ』は、中部日本放送（CBC）が放送していた平日午後のワイド番組。

## 概要
『ツー快!お昼ドキッ』と『小堀勝啓の心にブギウギ!』を統合し、2009年4月6日から放送を開始。2011年4月4日からは、金曜を除いて16時以降を『夕刊アツキー!』と分割して放送時間を短縮、金曜は『ごごイチ金（ゴールド）』として従来通りの時間で放送していた。
2012年3月30日をもって終了となった。後番組は『北野誠のズバリ』。

## パーソナリティ
- 月曜　森合康行☆、夏目みな美☆
- 火曜　平野裕加里（フリーアナウンサー・元CBCアナ）、石井亮次☆
- 水曜　久野誠☆、氏田朋子☆
- 木曜　伊藤秀志（タレント）、青木まな☆
- 金曜　小堀勝啓☆
  - ☆は出演時点CBCアナウンサー

番組内の定時ニュースなどは各曜日のニュース担当アナウンサー（ごごイチニュースキャスター）が一任する。
- 月曜　角上清司
- 火曜　森合康行
- 水曜　小堀勝啓
- 木曜　久野誠
- 金曜　加藤由香
- 他、他番組との兼ね合いで担当曜日の変更や他のアナウンサーが担当することもある。

## 過去のパーソナリティ
- 北野誠(2009年4月、月曜)
- 森脇健児(2009年5月〜2010年3月、月曜)
- 丸山蘭那(2009年4月〜2010年9月末、月曜)

## 中継レポーター
- 月曜　西尾未来子（CBCレポートドライバー）
- 火曜　山田由梨奈（CBCレポートドライバー）
- 水曜　尾崎由佳（CBCレポートドライバー）
- 木曜　吉村史織（CBCレポートドライバー）
- 金曜　沢朋宏 （CBCアナウンサー）

## キャッチフレーズ
- 月曜日「この地域の人をいろんな形で応援しますよ」
- 火曜日「普段着ラジオ」
- 水曜日「懐メロ&スポーツ」
- 木曜日「ひだまりラジオ」
- 金曜日「週末エンタメ天国」

## タイムテーブル
太字のコーナーは各曜日の日替わり企画か、聴取者からのメッセージ紹介に充てられる。なお、ここで書かれている時間は大よその目安である。ただし、☆のついた箱番組は公式サイト内のタイムテーブルに、★の付いたコーナーは公式サイト内に時間の記載がある。
CBCドラゴンズスペシャル放送時は短縮タイムテーブルとなり、スポンサー付きの番組やコーナーが優先して放送される。
12:59　プレオープニングトーク
時報をはさんでタイトルコール、オープニングトークへとつながる、その後本日のお便りテーマ発表。
- 金　あなた記念日（：04〜）

13:09　中日新聞ニュース
13:15　日替わり企画（1）
- 月　いきなりクライマックス
- 火　石井亮次改造計画
- 水　スポーツ大賞
- 木　まなの花嫁修業
- 金　世界珍ニュートピックス

13:25　お天気レーダー
13:27　交通情報
13:30　テレフォンアタック （★）
- 月　こごイチ生涯学習講座　
- 火　月刊うまいもん
- 水　電話でドラゴンQ
- 木　秀志のごごイチ大学
- 金　世間の窓辺から

13:40 はぴねすくらぶラジオショッピング
13:45 いくよ・くるよのもうかりまっか? （☆）
13:53　日替わり企画（2）
- 月　ドーナツ盤アワー
- 火　ごごイチ・買取の達人（コメ兵提供）
- 水　お便り紹介(テーマトーク)
- 木　お便り紹介(テーマトーク)
- 金  トーク

14:00　中日新聞ニュース・天気予報
14:03　交通情報
14:07　ラジオカルチャー倶楽部 （★）
- 月　SP盤アワー
- 火　アラフォーの目
- 水　新栄ブックメーカー
- 木　伊藤秀志万葉歌語り
- 金　

14:14　ごごイチ通信（ロータスクラブ提供）
- 月　お便り紹介(テーマトーク)
- 火　お便り紹介(テーマトーク)
- 水　トレンディ氏田のうじトレ
- 木　お便り紹介(テーマトーク)
- 金

14:25　レインボーカーからの話題
14:29　アステラス製薬 明日も元気! （☆）
14:40　虹色ボックス(月曜日〜木曜日)　街角ステーション（トヨタ提供 金曜日のみ）
- 月　
- 火　週末イベント情報
- 水　スポーツ川柳
- 木　敦姉の猫を探して
- 金　澤朋宏の気象漫遊記　（サワマン）(東海3県のトヨタ店からのレポート)

14:49　日替わり企画（3）
- 月　森合康行のCBC立エコ学園
- 火　CBC立牛乳学園Ⅱ
- 水　リクエスト紹介
- 木  小さい男　
- 金

15:00　茶の間の新聞
15:04　交通情報
15:07　地震・防災Q&A
月曜〜木曜はパートナー・アシスタント格の方がメインに防災に関するクイズを出題。
15:12　日本列島ほっと通信 （☆）
15:21 CBC iShop ラジオショッピング
15:26　ヤマザキ今日のとっておき！（山崎製パン提供）
- 月　お便り紹介(テーマトーク)　
- 火　半径100m物語
- 水　久野コレ!
- 木　お便り紹介(テーマトーク)　
- 金

15:30　ドライバーズ・リクエスト （☆）
15:40　エンタメパンチ（メガワールド提供） （★）
ゲストを迎えてのインタビューや、芸能情報を伝える。(ゲストがいない場合は各曜日のパーソナリティーがコーナーを決める)
15:48　小沢昭一の小沢昭一的こころ （☆）
15:55  エンディング（月曜〜木曜）
※以降は金曜のみ放送のコーナー。
16:00　中日新聞ニュース
16:07　株式市況（安藤証券提供）
16:10　ごごイチスポーツ！ （★）
スポーツ・芸能ニュースを伝える。前番組「心にブギウギ」の「ブギスポ」とほぼ同じ。ナイター期にはスポーツアナからのドラゴンズ情報が入る場合がある。
16:17　ジャパネットたかたラジオショッピング
16:31　交通情報
16:35　サウンド・キャッチ（☆）
16:47　聴いて情報館！（御幸建設提供）（★）
16:54　唄う長島温泉
17:00　中日新聞ニュース
17:04　レポドラ一番搾り！（キリンビール提供） （★）
- 金　マルシェ・ジャポン　名古屋に産直市場登場

17:11　競艇結果速報（開催していない場合はレース無しと言う）
17:14　天気予報
17:15　CBC開局60周年 連続ラジオドラマ『還暦刑事』（主演：平泉成、2011年9月まで放送）⇒フライデーダイニング
17:30　ネットワークトゥデイ （☆）
17:41　ほっとインフォメーション （☆）
17:46　交通情報
17:50　エンディング
- 以下はナイターオフ期編成。

17:50 天気予報（17:15から移動）
17:53 パチンコ名曲アルバム（2009年10月改編時より月〜金は16:25より枠移動し、土曜も「ぴかラジ」で放送）
17:56 エンディング（水曜は宮部アナが番組宣伝(ドラゴンズEXPRESS)しにスダジオに来る）
17:59.50 スジャータ時報CMを挟んで次枠「宮部和裕のドラゴンズEXPRESS」へステブレレスで接続